# Баллиджеймсдафф

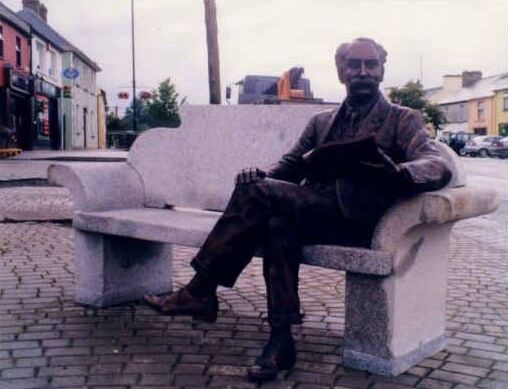
Памятник Перси Френчу на главной площади

Баллиджеймсдафф (Баллиджемсдафф; англ. Ballyjamesduff; ирл. Baile Shéamais Dhuibh, «город чёрного Джеймса») — (переписной) посёлок в Ирландии, находится в графстве Каван (провинция Ольстер). Известен по песне Come back Paddy Reilly to Ballyjamesduff, написанной Перси Френчем.
В 1966 и 1967 годах поселение выигрывало Irish Tidy Towns Competition.

## Демография
Население — 1690 человек (по переписи 2006 года). В 2002 году население составляло 871 человек.
Данные переписи 2006 года:
| Общие демографические показатели |               |                               |                               |      |      |
| Всё население                    | Всё население | Изменения населения 2002—2006 | Изменения населения 2002—2006 | 2006 | 2006 |
| 2002                             | 2006          | чел.                          | %                             | муж. | жен. |
| 871                              | 1690          | 819                           | 94,0                          | 931  | 759  |

В нижеприводимых таблицах сумма всех ответов (столбец «сумма»), как правило, меньше общего населения населённого пункта (столбец «2006»).
| Религия (Тема 2 — 5 : Число людей по религиям, 2006) |             |                |             |            |       |      |
| Католики, чел.                                       | Католики, % | Другая религия | Без религии | не указано | сумма | 2006 |
| 1450                                                 | 85,8        | 140            | 38          | 62         | 1690  | 1690 |

| Этно-расовый состав (Этничность. Тема 2 — 3 : Постоянное население по этническому или культурному происхождению, 2006) |            |              |       |        |        |            |       |       |
| Белые ирландцы | Лухт-шулта | Другие белые | Негры | Азиаты | Другие | Не указано | сумма | 2006  |
| 1185 | 0          | 310          | 65    | 6      | 26     | 46         | 1638  | 1690  |
| Доля от всех отвечавших на вопрос, %                                                                                   |            |              |       |        |        |            |       |       |
| 72,3 | 0,0        | 18,9         | 4,0   | 0,4    | 1,6    | 2,8        | 100   | 96,91 |

1 — доля отвечавших на вопрос о языке от всего населения.
| Владение ирландским языком (Тема 3 — 1 : Число людей от 3 лет и старше по способности говорить по-ирландски, 2006) |      |            |       |       |
| Владеете ли Вы ирландским языком?                                                                                  |      |            |       |       |
| Да | Нет  | Не указано | сумма | 2006  |
| 458 | 1070 | 83         | 1611  | 1690  |
| Доля от всех отвечавших на вопрос о языке, %                                                                       |      |            |       |       |
| 28,4 | 66,4 | 5,2        | 100   | 95,31 |

1 — доля отвечавших на вопрос о языке от всего населения.
| Использование ирландского языка (Тема 3 — 2 : Говорящие по-ирландски от 3 лет и старше по частоте использования ирландского языка, 2006) |                                                            |                                               |                                               |                                               |                                               |                                               |       |                                     |      |
| Как часто и где Вы говорите по-ирландски?                                                                                                |                                                            |                                               |                                               |                                               |                                               |                                               |       |                                     |      |
| ежедневно, только в образовательных учреждениях                                                                                          | ежедневно, как в образовательных учреждениях, так и вне их | в других местах (вне образовательной системы) | в других местах (вне образовательной системы) | в других местах (вне образовательной системы) | в других местах (вне образовательной системы) | в других местах (вне образовательной системы) | сумма | всего, отвечавших на вопрос о языке | 2006 |
| ежедневно, только в образовательных учреждениях                                                                                          | ежедневно, как в образовательных учреждениях, так и вне их | ежедневно                                     | каждую неделю                                 | реже                                          | никогда                                       | не указано                                    | сумма | всего, отвечавших на вопрос о языке | 2006 |
| 148 | 6                                                          | 11                                            | 22                                            | 140                                           | 115                                           | 16                                            | 458   | 1611                                | 1690 |
| Доля от всех отвечавших на вопрос о языке, %                                                                                             |                                                            |                                               |                                               |                                               |                                               |                                               |       |                                     |      |
| 9,2 | 0,4                                                        | 0,7                                           | 1,4                                           | 8,7                                           | 7,1                                           | 1,0                                           | 28,4  | 100                                 |      |

| Типы частных жилищ (Тема 6 — 1(a) : Число частных домовладений по типу размещения, 2006) |          |         |                 |            |       |      |
| Отдельный дом                                                                            | Квартира | Комната | Переносные дома | не указано | сумма | 2006 |
| 512                                                                                      | 41       | 5       | 1               | 12         | 571   | 1690 |